# Phryganopteryx lemairei
Phryganopteryx lemairei är en fjärilsart som beskrevs av De Toulgoët 1973. Phryganopteryx lemairei ingår i släktet Phryganopteryx och familjen björnspinnare. Inga underarter finns listade i Catalogue of Life.